# Onneca Fortúnez
Onneca Fortúnez, född cirka 850, död efter 890, var en prinsessa av Pamplona (Kungariket Navarra).
Hon gifte sig cirka 862 med emiren Abdallah ibn Muhammad i ett politiskt äktenskap som sågs som en allians mellan Spaniens kristna och muslimska dynastier. I Cordoba konverterade hon till islam och antog namnet Durr. 
Hon ska också ha varit gift med Aznar Sánchez av Larraun och med honom fått flera barn. Historiker kan dock inte reda ut kronologin för de två äktenskapen, och det är möjligt att det i själva verket handlar om två olika personer. 